# Catocala fischeri
Catocala fischeri är en fjärilsart som beskrevs av Meyer 1952. Catocala fischeri ingår i släktet Catocala och familjen nattflyn. Inga underarter finns listade i Catalogue of Life.